# Långsjön (Nås socken, Dalarna)
Långsjön är en sjö i Vansbro kommun i Dalarna och ingår i Dalälvens huvudavrinningsområde. Sjön har en area på 1,65 kvadratkilometer och ligger 303,2 meter över havet. Sjön avvattnas av vattendraget Marån.

## Delavrinningsområde
Långsjön ingår i det delavrinningsområde (669281-142250) som SMHI kallar för Utloppet av Långsjön. Medelhöjden är 358 meter över havet och ytan är 17,79 kvadratkilometer. Det finns ett avrinningsområde uppströms, och räknas det in blir den ackumulerade arean 26,67 kvadratkilometer. Marån som avvattnar avrinningsområdet har biflödesordning 4, vilket innebär att vattnet flödar genom totalt 4 vattendrag innan det når havet efter 310 kilometer. Avrinningsområdet består mestadels av skog (78 procent). Avrinningsområdet har 1,63 kvadratkilometer vattenytor vilket ger det en sjöprocent på 9,2 procent.